# Ієзуїтов Микола Михайлович
Ієзуїтов Микола Михайлович (нар. 1899 — 1941) — російський кінознавець.
Народився 1899 р. Загинув 1941 р. на фронті. Закінчив мистецтвознавчий відділ факультету суспільних наук Московського університету. Викладав у Московській консерваторії, завідував секцією кінознавства Державної академії мистецтв у Ленінграді, очолював кафедру історії кіно у Всесоюзному державному інституті кінематографії.
Автор книжок:
- «Пути художественного фильма» (1934),
- «Актеры МХАТ в кино» (1938),
- «Актер В. Гардин» (1940) та ін., де йдеться й про українські кінокартини.